# ميعار (فلسطين)
ميعار هي قرية فلسطينية كانت تقع على بعد 17.5 كم شرق عكا، هدمت وهجر سكانها خلال الحرب العربية الإسرائيلية عام 1948.

## القرية قبل عام 1948
أطلق الصليبيون عليها اسم مياري (Mayary)، تتضمن قرية ميعار البقايا الأثرية للمباني، وأجزاء من أعمدة ومكابس الزيتون والصهاريج. في 1596، كانت ميعار جزءا من الدولة العثمانية، تحت «لواء صفد»، وبلغ عدد سكانها 55 نسمة. كان سكان القرية يدفعون الضرائب على القمح والشعير، والفاكهة، وكذلك على الماعز وخلايا النحل.
وصفت القرية في أواخر القرن التاسع عشر، كقرية كبيرة تقع على أرض مرتفعة كانت خشنة وغير مزروعة. كان في القرية مدرسة ابتدائية أسسها العثمانيون في عام 1888، الا أنها أغلقت في السنوات الأخيرة للإمبراطورية. وفي عام 1944 بنت السلطات البريطانية مدرسة ابتدائية أساسية (وفق توثيق شفوي).
خلال «الثورة العربية» في أكتوبر 1938، دمرت القرية تماما من الجيش البريطاني لاتهامها بمساندة المتمردين.

## السكان
قُدّر عدد سكانها عام 1859 بحوالي 1500 نسمة، وانخفض عددهم عام 1922 إلى  429 شخصاً، وفي عام 1931 سكنها 543 شخصاً منهم 262من الذكور و 281 من الإناث وكان لهم حينها 109 بيوت. وفي عام 1945 ارتفع عدد سكانها إلى 770 شخصاً. وكانت مساحة المنطقة السكنية في القرية 37 دونماً. وفي عام 1948 وصل عدد سكانها 893 نسمة، جميعهم من المسلمين.
يقدر عدد لاجئي ميعار حسب معطيات جمعية زوخروت بحوالي 8600 نسمة، منهم حوالي 1400 شخص لاجئين خارج ابلاد، خاصة في لبنان وسوريا والأردن، بينما يسكن حوالي 7200 منهم داخل البلاد ويعرّفون «بمهجرين داخليين» لأنهم يعيشون داخل حدود دولة إسرائيل، ويقطنون في كابول وسخنين وشعب وعرابة وطمرة والمكر وشفاعمرو وحيفا والناصرة.

## الموقع
تقع قرية ميعار في منطقة الجليل شمالي فلسطين، وتبعد 17 كم عن عكا من الجهة الجنوبية الشرقية، وحوالي 3 كم للجنوب من قرية شعب، تنهض على تل صخري عار من الأشجار في الطرف  الشرقي لسهل عكا، يرتفع 280 متراً عن سطح البحر، ولعل كلمة ميعار أو معار هي تحريف لكلمة معارة الكنعانية ومعناها «موضع مكشوف» أو «موضع عار من الأشجار».
كانت ميعار مرتبطة بالشارع الرئيسي عكا – صفد ويحيط بأراضي ميعار أراضي قرى شعب وكابول وكوكب وسخنين وطمرة.
تعتبر ميعار موقع أثري يعود تاريخه إلى العهد الكنعاني يحتوي على نحت في الصخور وأثار مبان قديمة وقطع أعمدة ومعاصر زيتون وصهاريج. تقع  قرب القرية مواقع أثرية أخرى كخربة رأس الزيتون شمالي القرية، وخربة الجميجمة بين ميعار وسخنين.   

## أراضي ميعار
بلغت مساحة أراضي ميعار 10788 دونماً، منها 361 دونماً غرست بالزيتون. وفي عام 1945 كان 2878 دونماً من أراضيها مزروعة بالحبوب و 113 دونماً خصصت للبساتين والمزروعات المرويّة.

## احتلال ميعار
احتلت قوات إسرائيلية من اللواء السابع (شيبع) قرية ميعار بين 15 – 18 يوليو 1948 حسب توثيق بيني موريس، ضمن العملية العسكرية المعروفة في الرواية الصهيونية باسم «عملية ديكل» أي النخل. وقد اضطر أهالي القرية للنزوح عنها بسبب قصف مدفعي وإطلاق نار تزامن مع اقتراب القوات المحتلة باتجاه القرية.

## القرية اليوم
مستوطنات أقيمت على أراضي البلدة قبل 1948: لا يوجد
مستوطنات أقيمت على مسطّح البلدة بعد 1948: ياعاد
مستوطنات أقيمت على أراضي البلدة بعد 1948: سيجف، مسجاف، منوف
هدمت إسرائيل كل منازل القرية ولم يتبق في الموقع سوى مقبرتيها وبعض الأطلال. يقع موقع القرية اليوم في غابة «سيغيف» التابعة للصندوق القومي اليهودي وتتواجد مقاعد المتنزهين بجانب مقبرة القرية. هذا  وما زالت بعض أشجار ميعار من التين والزيتون والصبار موجودة في المكان.

### مخطط بناء على القرية عام 2003
طرحت في عام 2003 خطة بناء لتوسيع مستوطنة ياعد، من جهتي الشمال والجنوب. الا ان مجموعة من سكان ياعد اليهود، وبالتعاون مع مهجّري ميعار وجمعية زوخروت قاموا بالاعتراض أمام اللجنة اللوائية للبناء والتخطيط (الإسرائيلية) على توسيع ياعد جنوباً، كون هذه التوسعة ستتم على مركز قرية ميعار السابقة وأطلال منازلها وعلى مقبرتها. في فبراير 2004 قبلت اللجنة الاعتراض بشكل جزئي وأصدرت مخططاً جديداً يقلص منطقة البناء جنوبي ياعد حتى لا تصل المقبرة، ولكنها لم تلغ ما كان مخططاً بناؤه على مركز قرية ميعار. فقرر سكان ياعد بعد نقاش داخل المستوطنة أن يتنازلوا أيضاً عن بناء المنازل التي كانت من المفترض أن تبنى على أنقاض منازل ميعار.  